# فوموریان

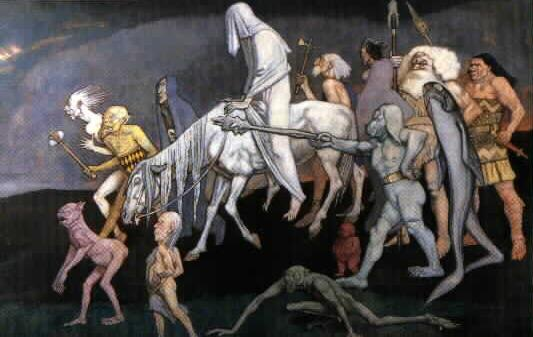
فوموریان اثر جان دونکان

فوموریان یا فوم‌هوراها نژادی از غولان در اساطیر ایرلندی می‌باشد که در جریان نبرد دوم ماگ تورا با توآتا دی دانان (پانتئون خدایان پیشامسیحیت ایرلند) می‌جنگند و شکست می‌خورند. رهبر فوموریان در این نبرد بالور خطر چشم نام داشت که نگاه خیره تنها چشم بزرگ او مرگ آنی را به دنبال داشت. بالور به دست نوه خود لوگ به قتل رسید. لوگ یک خدای دورگه بود که پدر او کیان پسر دیانشست از خدایان توآتا دی دانان و مادر وی اتنیو دختر بالور بود. بعضی از فوموریان‌ها یک چشم, یک دست و یک پا داشتند و برخی دیگر بدن انسان با سر حیوان (اغلب بز) داشتند. 

## وجه تسمیه
ریشه نام فوموریان نامشخص هست. گروهی آن را به صورت شیاطین زیرین ترجمه می‌کنند. جزء اول (Fo) به معنای زیرین و جزء دوم (Moire) یا (Mahr) را به معنای روح شریر مؤنث ترجمه می‌کنند که امروزه در کلمه Nightmare (به معنای کابوس در انگلیسی) نیز مشاهده می‌شود.

## برس: دورگه فوموریان و توآتا دی دانان
لوگ تنها توآتا دی دانانی نبود که تبار فوموریان داشت. یکی دیگر از دورگه‌های مشهور فوموریان-توآتا دی دانان, برس بود. پس از نبرد اول ماگ تورا (که میان توآتا دی دانان و فیربولگ‌ها بود), نوآدا پادشاه توآتا دی دانان برکنار می‌شود و برس که از سمت پدری تبار فوموریان داشت, جانشین او می‌شود. اما شیوه حکمرانی خسیسانه برس باعث شد که ایرلند ثروت خود را از دست بدهد به همین برس برکنار شد و نوآدا به پادشاهی بازگشت. برس پس از برکناری در انجمن مخفی که زیر آب تشکیل داده بود, فوموریان‌ها را به جنگ برعلیه توآتا دی دانان تحریک کرد. اما در این نبرد بالور با نیزه زهرآگین لوگ کور شد و فوموریان‌ها شکست خوردند. پس از جنگ برس بخشیده شد به شرط آن که اصول کشاورزی را که از فوموریان‌ها آموخته بود, به توآتا دی دانان آموزش دهد. جالب هست که توآتا دی دانان اگرچه در جنگ و ابزارسازی تبحر داشتند اما از کشاورزی بی اطلاع بودند.